# 広島電鉄広島北営業課
広島電鉄広島北営業課（ひろしまでんてつひろしまきたえいぎょうか）は、広島県広島市西区小河内町にある広電バスの営業所である。

## 担当路線

### 高速バス
広島県外
- メリーバード号（広島 - 米子）
- グランドアロー号（広島 - 松江）
- いさりび号（広島 - 浜田）

広島県内
- エアポートリムジン （広島駅新幹線口 - 広島空港/広島バスセンター - 中筋駅 - 広島空港/クレイトンベイホテル - 呉駅前 - 本通3丁目 - 阿賀駅前 - (← 新広駅前 ←) - 広島空港）
  - 呉～広島空港線の新広駅前への乗り入れは、呉市内方面行きに限り、広島空港乗車時に申し出があった場合のみ行われる（デマンド運行）。
- クレアライン（広島 - 呉）
- 広島 - 三次 - 庄原 - 東城線（広島 - 三次・庄原）

### 路線バス
あさひが丘線[70]
- 70-3（下り）:広島センター → 紙屋町 → 十日市 → 広瀬町 → 横川駅前 → ≪新道≫ → 大宮 → 祇園大橋北 → 西原 → NHK放送所前 → 祇園出張所前 → 安佐南警察署前 → 下古市 → [ 古市小学校前 ] → 安佐南区福祉センター前 → 大町 → 相田 → 安田女子大入口 → 安小学校 → 上安駅 → 安佐動物公園 → あさひが丘
  - 古市小学校前はあさひが丘ゆきのみ停車。
  - かつては広島駅発であったが、2021年1月24日のダイヤ改正で広島センター発に変更された。
  - 2019年4月1日のダイヤ改正で深夜バス（下りのみ）は廃止された。
- 70H（上り）:あさひが丘 → 安佐動物公園 → 上安駅 → 安小学校 → 安田女子大入口 → 相田 → 大町 → 安佐南区福祉センター前 → 下古市 → 安佐南警察署前 → 祇園出張所前 → NHK放送所前 → 西原 → 祇園大橋北 → 大宮 → ≪新道≫ → 横川駅前 → 広瀬町 → 十日市 → 紙屋町 → 八丁堀
  - かつては広島駅行であったが、2021年1月24日のダイヤ改正で八丁堀行に変更された。
- 70-4（下り）:広島センター → 紙屋町 → 十日市 → 広瀬町 → 横川駅前 → ≪新道≫ → 大宮 → 祇園大橋北 → 西原 → NHK放送所前 → 祇園出張所前 → 安佐南警察署前 → 下古市 → [ 古市小学校前 ] → 安佐南区福祉センター前 → 大町 → 相田 → 安田女子大入口 → 安小学校 → 上安駅 → 高取駅 → 長楽寺駅 → 伴安 → 沼田高校
  - 平日ダイヤのみ運行。沼田高校行3本のみの運行。
  - 古市小学校前は、沼田高校行きのみ停車
  - かつては広島駅発であったが、2019年4月1日のダイヤ改正で広島センター発に変更された。
- 70H（上り）:沼田高校 → 伴安 → 長楽寺駅 → 高取駅 → 上安駅 → 安小学校 → 安田女子大入口 → 相田 → 大町 → 安佐南区福祉センター前 → 下古市 → 安佐南警察署前 → 祇園出張所前 → NHK放送所前 → 西原 → 祇園大橋北 → 大宮 → ≪新道≫ → 横川駅前 → 広瀬町 → 十日市 → 紙屋町 → 八丁堀
  - 平日ダイヤのみ運行。八丁堀行6本のみの運行。
  - かつては広島駅行であったが、2021年1月24日のダイヤ改正で八丁堀行に変更された。
- 70-4（上り）:あさひが丘 → 安佐動物公園 → 上安駅 → 高取駅 → 長楽寺駅 → 伴安 → 沼田高校
  - 平日ダイヤ朝3便のみ
- 65（上り）・65-3（下り）:広島センター - 横川駅前 - 中広中学校前 - ≪高速4号線≫ - 市立大学前 - 三菱団地入口 - 伴安 - 上安 - 上安駅 - 安佐動物公園 - あさひが丘
  - 平日ダイヤのみ運行。

三段峡線　（JR西日本可部線廃止代行バス）
- 74K/74（上り）・74-7（下り）:広島センター - 広瀬町 - 横川駅前 - ≪新道≫ - 大宮 - 祇園大橋北 - 西原 - NHK放送所前 - 祇園出張所前 - 安佐南警察署前 - 下古市 - 古市小学校前 - 中須 - 下緑井 - 広島インター入口 - 緑井天満屋前 - ≪佐東バイパス≫ - 佐東出張所口 - 城南中学校前 - 八木峠（やぎだお） - 太田川橋東 - 中島駅口 - 広島文教大学入口 - 可部駅前 - 可部上市 - 安佐北区民文化センター入口 - 福王寺口 - 上大毛寺（かみおおもじ） - 広島北インター - 安佐営業所 - 清和中学校前 - 安佐出張所 - 飯室西 - 上布 - 小浜 - 船場 - 澄合 - 久日市（さかいち） - 坪野 - 附地 - 津浪 - 香草 - 加計中央 - 木坂 - 加計病院 - 上堀 - 上殿中央 - 戸河内ICバスセンター - 戸河内土居 - 戸河内中学校 - 安芸太田町役場 - 三段峡
  - 可部駅前発の三段峡行1便と三段峡発の可部駅前行2便あり。
- 75K（上り）・75（下り）:広島センター - 広瀬町 - 横川駅前 - ≪新道≫ - 大宮 - 祇園大橋北 - 西原 - NHK放送所前 - 祇園出張所前 - 安佐南警察署前 - 下古市 - 古市小学校前 - 古市駅 - ≪高速≫ - 沼田PA - 久地BS - 広島北インター - 加計BS - 戸河内ICバスセンター - 戸河内土居 - 戸河内中学校 - 安芸太田町役場 - 三段峡
  - 1日上り3便、下り5便。

1970年代から80年代初頭にかけて派生路線として筒賀坂原や松原発着便が存在した。
豊平・琴谷線[73]
- 73K（上り）・73-9（下り）:広島センター - 広瀬町 - 横川駅前 - ≪新道≫ - 大宮 - 祇園大橋北 - 西原 - NHK放送所前 - 祇園出張所前 - 安佐南警察署前 - 下古市 - 古市小学校前 - 中須 - 下緑井 - 広島インター入口 - 中緑井 - 七軒茶屋 - 梅林小学校前 - 八木峠 - 八木小学校前 - 中八木 - 太田川橋東 - 中島駅口 - 広島文教大学入口 - 可部駅前 - 可部上市 - 安佐北区民文化センター入口 - 福王寺口 - 上大毛寺 - 広島北インター - 安佐営業所 - 森城団地中央 - 鈴張 - 烏帽子 - 豊平病院 - 豊平南小学校 - 豊平中学校 - 豊平支所 - 琴谷車庫

今吉田線[73]
この路線の朝に市内に向かう便は平日と休日で所要時間に10分以上の差がある。
なお、小浜~烏帽子間では、フリー乗降制である
- 73K（上り）・73-7（下り）:広島センター - 広瀬町 - 横川駅前 - ≪新道≫ - 大宮 - 祇園大橋北 - 西原 - NHK放送所前 - 祇園出張所前 - 安佐南警察署前 - 下古市 - 古市小学校前 - 中須 - 下緑井 - 広島インター入口 - 中緑井 - 七軒茶屋 - 梅林小学校前 - 八木峠 - 八木小学校前 - 中八木 - 太田川橋東 - 中島駅口 - 広島文教大学入口 - 可部駅前 - 可部上市 - 安佐北区民文化センター入口 - 福王寺口 - 上大毛寺 - 広島北インター - 安佐営業所 - 清和中学校前 - 安佐出張所 - 飯室西 - 上布 - 小浜 - 小河内集会所前 - 野外センター口 - 大釘 - 今吉田公民館
  - かつては烏帽子、豊平病院発着もあった。豊平病院発着は安佐営業所発着の1往復のみ。
- 73（上り）:豊平病院 → 烏帽子 → 今吉田公民館 → 大釘 → 野外センター口 → 小河内集会所前 → 小浜 → 上布 → 飯室西 → 安佐出張所 → 清和中学校 → 安佐営業所
  - 月曜 - 土曜11時台に1便のみ
- 73（上り）・73-7/73-8（下り）:安佐営業所 - 清和中学校 - 安佐出張所 - 飯室西 - 上布 - 小浜 - 小河内集会所前 - 野外センター口 - 箕越 - 今吉田公民館 - 烏帽子 - 豊平病院
  - 安佐営業所行は今吉田公民館発3本、豊平病院発1本。豊平方面行は今吉田公民館行4本、豊平病院行1本。休日は安佐営業所行のうち今吉田公民館発2本、今吉田公民館行3本が運休。
- 73-5（下り）:広島駅 → 合同庁舎 → 広島センター → 広瀬町 → 横川駅前 → ≪新道≫ → 大宮 → 祇園大橋北 → 西原 → NHK放送所前 → 祇園出張所前 → 安佐南警察署前 → 下古市 → 古市小学校前 → 中須 → 下緑井 → 広島インター入口 → 中緑井 → 七軒茶屋 → 梅林小学校前 → 八木峠 → 八木小学校前 → 中八木 → 太田川橋東 → 中島駅口 → 広島文教大学入口 → 可部駅前 → 可部上市 → 安佐北区民文化センター入口 → 福王寺口 → 上大毛寺 → 広島北インター → 安佐営業所
  - 月曜 - 土曜朝1便のみ
- 73G（上り）:烏帽子 → 今吉田公民館 → 鈴張 → 森城団地中央 → 安佐営業所 → 広島北インター入口 → 上大毛寺 → 福王寺 → 安佐北区民文化センター入口 → 可部上市 → 可部駅前 → 広島文教大学入口 → 中島駅口 → 太田川橋 → 中八木 → 八木小学校前 → 八木峠 → 梅林小学校前 → 七軒茶屋 → 中緑井 → 広島インター入口 → 下緑井 → 中須 → 古市小学校前 → 下古市 → 安佐南警察署前 → 祇園出張所前 → NHK放送所前 → 西原 → 祇園大橋北 → 大宮 → ≪新道≫ → 横川駅前 → 広瀬町 → 広島センター → 合同庁舎 → 広島駅
  - 月曜 - 土曜朝1便のみ

上根・吉田線[72]
大林2丁目は広島センター行のみが停車。
- 72K（上り）・72-4（下り）:広島センター - 広瀬町 - 横川駅前 - ≪新道≫ - 大宮 - 祇園大橋北 - 西原 - NHK放送所前 - 祇園出張所前 - 安佐南警察署前 - 下古市 - 古市小学校前 - 中須 - 下緑井 - 広島インター入口 - 中緑井 - 七軒茶屋 - 梅林小学校前 - 八木峠 - 八木小学校前 - 中八木 - 太田川橋東 - 中島駅口 - 広島文教大学入口 - 可部駅前 - 可部上市 - 可部中学校 - 町屋記念碑前 - [ 大林2丁目 ] - 大林 - 下浜ヶ谷 - 上大林 - 上根峠 - 八千代小学校前 - 八千代支所前 - 水無 - 勝田 - 入江 - 愛郷小学校 - 大和重工前 - 吉田病院 - ≪安芸高田市役所前/吉田小学校≫ - 広電吉田出張所
- かつては、上大林発着便（72K・72-2）が平日には6往復、土曜日には7往復、休日には5往復（かつては下浜ヶ谷発着であった）、下土師（しもはじ）発着便（72K・72-3）があったが2021年4月1日のダイヤ改正により廃止になった。
- かつては、平日のみ広島駅行（72G）6本と発便（72-4）3本もあったが2021年4月1日のダイヤ改正により廃止になった。
  - 吉田小学校は吉田行が朝のみ経由。

三次線
広島 - 三次 - 庄原 - 東城線のうち、広電バスでは三次発着便のみは一般路線バス扱いとなる。

## 出張所・車庫
- 広島北営業課あさひが丘車庫
  - 広島県広島市安佐北区あさひが丘1丁目4-20
- 広島北営業課吉田出張所（備北交通三次営業所吉田出張所と敷地を共用）
  - 広島県安芸高田市吉田町吉田1824番地2
- 広島北営業課三次車庫（備北交通と共用）
  - 広島県三次市三次町1786-6
- 広島北営業課浜田車庫
  - 島根県浜田市相生町1575-7
- 広島北営業課安佐出張所（フォーブルと共用）
  - 広島県広島市安佐北区安佐町大字飯室1576番地
- 広島北営業課安佐出張所今吉田車庫
  - 広島県山県郡北広島町今吉田
- 広島北営業課安佐出張所琴谷車庫
  - 広島県山県郡北広島町戸谷
- 広島北営業課安佐出張所三段峡車庫
  - 広島県山県郡安芸太田町柴木

## 周辺
- 広島高速4号線

## アクセス
- 広電バス8号線（観音・マリーナ方面中広一丁目バス停から徒歩3分（日祝日運休）

- 広電バス高速4号線を経由するすべてのバスの中広二丁目バス停から徒歩6分ほど。